# Ditte Gråbøl
Ditte Gråbøl (født Ditte Knudsen 22. juni 1959 i København) er en dansk skuespillerinde.

## Biografi
Gråbøl blev uddannet fra Aarhus Teater i 1984 og har været ansat på bl.a. Jomfru Ane Teatret og Det Kongelige Teater. Hun har medvirket i en række revyforestillinger, herunder i Cirkusrevyen i flere omgange og Nykøbing F. Revyen i 2014, da den vandt "Årets Revy" ved Revyernes Revy. I tv har hun medvirket i serierne Flemming og Berit, Fæhår og Harzen, Bryggeren, Krøniken, Ørnen og Album. Fik sit store gennembrud i DR's tv-satire Den gode, den onde og den virk'li sjove fra 1990-1992. Her spillede hun, som en del af det faste hold, flere roller, men huskes især for den kværulerende hostende kvinde i "Fire almindelige danskere" – som var en fast gennemgående figur. Hun hed dengang Ditte Knudsen (hendes pigenavn), efternavnet Gråbøl fik hun først da hun blev gift med instruktøren Niels Gråbøl i 1992. De blev skilt i 1998.

## Udvalgt filmografi

### Film
| År   | Titel           | Rolle      | Noter |
| ---- | --------------- | ---------- | ----- |
| 1991 | Møv og Funder   | Møvs mor   |       |
| 1997 | Det store flip  | Maria      |       |
| 1998 | Baby Doom       | opvasker   |       |
| 1999 | Dybt vand       |            |       |
| 2000 | Dykkerne        | Birthe     |       |
| 2001 | En kort en lang | Inge       |       |
| 2003 | Lykkevej        | Sus        |       |
| 2004 | Oh Happy Day    | Grethe     |       |
| 2005 | Anklaget        | anklageren |       |
| 2006 | Lotto           | Gitte      |       |
| 2006 | Fidibus         | Lizzie     |       |
| 2006 | Biler (film)    | Flora      |       |
| 2007 | Ledsaget udgang | Lisbeth    |       |
| 2010 | Hævnen          | Hanne      |       |
| 2012 | Viceværten      | Britt      |       |
| 2019 | Ninna           | Julie      |       |

### Serie
| År      | Titel             | Rolle                       | Noter |
| ------- | ----------------- | --------------------------- | ----- |
| 1990    | Dr. Dip           | sygeplejerske Bitten Hother |       |
| 1994    | Flemming og Berit | forskellige roller          |       |
| 1995    | Fæhår og Harzen   | Tyt                         |       |
| 1996-97 | Bryggeren         | stuepige Mathilde Melchior  |       |
| 1998    | Hjerteflimmer     | Helle                       |       |
| 1999    | Dybt vand         | Andrea                      |       |
| 2003-04 | Forsvar           | Inger Hansen                |       |
| 2004-07 | Krøniken          | Jytte Strømberg             |       |
| 2004-06 | Ørnen             | præstekone Minna            |       |
| 2008    | Album             | Ketty Olsen                 |       |
| 2009-10 | Livvagterne       | Diana Pedersen              |       |
| 2011    | Carmen & Colombo  | Kate                        |       |
| 2011    | Lykke             | Ulla Jensen                 |       |

### Revyer
| Revy               | År          |
| ------------------ | ----------- |
| Hjørring-Revyen    | 1991        |
| Cirkusrevyen       | 1995 & 2000 |
| Helsingør-Revyen   | 1997        |
| Tivoli Revyen      | 1998 & 2015 |
| Nykøbing F. Revyen | 2014        |
| Odense Sommerrevy  | 2016        |

## Hædersbevisninger
- 1990: Lauritzen Prisen (tidl. Henkel Pris)
- 1992: Bodilprisen for Bedste kvindelige birolle i filmen Møv og Funder
- 1994: Tagea Brandts Rejselegat
- 1995: Revyernes Revy - Årets Dirch - Årets Revykunstner
- 2004: Bodilprisen for Bedste kvindelige birolle i filmen Lykkevej
- 2005: Olaf Poulsens Mindelegat
- 2015: Ridder af Dannebrog
- Sam Besekows Fond

## Eksterne links
- Ditte Gråbøl på danskefilm.dk
- Ditte Gråbøl på Internet Movie Database (engelsk)
- Ditte Gråbøl på Filmdatabasen
- Ditte Knudsen på Filmdatabasen
- Ditte Gråbøl på danskfilmogtv.dk

|  | Artiklen om skuespilleren Ditte Gråbøl kan blive bedre, hvis der indsættes et (bedre) billede. Du kan hjælpe ved at uploade et godt billede til Wikimedia Commons iht. de tilladte licenser og indsætte det i artiklen. Eller du kan søge efter eksisterende filer på Wikimedia Commons eller på Flickr - fx med værktøjet Free Image Search Tool. |